# Східне Расанає
Східне Расана́є (індонез. Rasanae Timur) — один із шести районів міста Біма провінції Західна Південно-Східна Нуса у складі Індонезії.
Населення — 16 630 осіб (2012; 16 205 у 2010).

## Адміністративний поділ
До складу району входять 7 селищ:
| Населений пункт | Населення, осіб (2010) |
| --------------- | ---------------------- |
| Доду            | 2681                   |
| Кодо            | 2004                   |
| Кумбе           | 5113                   |
| Лампе           | 1351                   |
| Леламасе        | 1579                   |
| Нунгга          | 1913                   |
| Ої-фо'о         | 1564                   |